# Otto Wilhelm von Struve
Otto Wilhelm von Struve (født 7. maj 1819 i Dorpat, død 14. april 1905 i Karlsruhe) var en russisk astronom. Han var søn af Friedrich Georg Wilhelm von Struve samt far til Hermann og Ludwig von Struve.
Von Struve blev 1839 ansat ved observatoriet i Pulkovo og var 1863—90 dets direktør, tillige 1847—62 konsultativ astronom for den russiske generalstab og marine, fra 1861 medlem af Akademiet i Sankt Petersburg og 1867—78 præsident for Astronomische Gesellschaft. Struve fik Royal Astronomical Societys guldmedalje 1850. 
Han blev medlem af Kungliga Vetenskapsakademien 1875 og Videnskabernes Selskab 1876. Foruden talrige mindre afhandlinger i Petersburg-akademiets tidsskrift har han meddelt sine dobbeltstjernemålinger i Observations de Poulkova (bind 9 og 10, 1878, 1893). Som direktør for observatoriet har von Struve udgivet Observations de Poulkova (1—14, 1869—93), Jahresbericht (1863—90), Tabulæ quantitatum Besselianarum 1750—1894 (1861—89), Übersicht der Thätigkeit der Nicolai-Hauptsternwarte während der ersten 25 Jahre ihres Bestehens (1865), Zum 50-jährigen Bestehen der Nicolai-Hauptsternwarte (1889) foruden enkelte mindre publikationer.